# 镰叶蝇子草
镰叶蝇子草（学名：Silene incurvifolia）为石竹科蝇子草属的植物。分布于俄罗斯、吉尔吉斯、哈萨克斯坦以及中国大陆的新疆等地，生长于海拔2,600米的地区，多生长在河滩灌丛，目前尚未由人工引种栽培。

## 别名
内弯蝇子草（拉汉种子植物名称）